# سالاد تخم‌مرغ
سالاد تخم مرغ بخشی از سالادها شامل مواد غذایی پر پروتئین و کم کربوهیدرات است که با چاشنی‌ها همانند ادویه‌ها، سبزیجات و دیگر مواد غذایی در کنار سس مایونز ترکیب و مخلوط می‌شود. از سالادهای همگون (خواهر) آن می‌توان از سالاد تن ماهی، سالاد مرغ، سالاد ژامبون، سالاد لابستر و سالاد خرچنگ نام برد.
سالاد تخم مرغ اغلب به عنوان مواد پرکننده (مواد درون ساندویچ) ساندویچ استفاده می‌شود و به‌طور معمول از تخم مرغ آب‌پز سفت قطعه قطعه شده، سس مایونز، خردل، کرفس خرد کرده، پیاز، نمک، فلفل و پاپریکا تهیه می‌گردد.
تخم مرغ و مایونز یکی دیگر از پرکننده‌های ساندویچ مرتبط با این سالاد است که تنها از ترکیب سس مایونز و تخم مرغ به‌دست می‌آید.
سالاد تخم مرغ می‌تواند با توجه به ذائقه و خلاقیت با اضافه کردن هر تعداد از مواد غذایی سرد دیگر تهیه شود. گوجه فرنگی، پیاز، کاهو، خیارشور، ترشی سبزیجات، کبر و خیار ترکیبات رایج و معمول هستند.